# 陶瑙考伊德
陶瑙考伊德，是匈牙利沃什州所辖的一个村，总面积11.82平方公里，总人口771，人口密度65.2人/平方公里（2010年1月1日）。